# Panaretos z Pafosu
Svatý Panaretos z Pafosu († 1790, Pafos) byl kyperský pravoslavný metropolita.

## Život
Narodil se na počátku 18. století ve vesnici Peristeronopigi na Kypru.
Vzdělání získal doma a na řecké škole v Nikósii. Po škole odešel do monastýru svatého Anastasia, který se nacházel v jeho rodné vesnici. Později byl vysvěcen na jeromonacha a byl igumenem v monastýru Panagia Pallouriotissis.
Žil v období turecké okupace, kdy se ukázal jako ochránce pronásledovaných. Je známo, že byl velmi přísným asketou, což se snažil skrývat. Nosil na těle železné řetězy, které se mu zaryly do těla.
Roku 1767 byl zvolen metropolitou pafoským.
Jako mnich i biskup byl shovívavý k těm, kteří přiznali své chyby a snažili se je napravit. Se zlými a nenapravitelnými zacházel s náležitou přísností, aby v nich probudil touhu po pokání.
Měl velmi v oblibě svatého apoštola Filipa. Nechal zhotovit stříbrný relikviář pro jeho lebku. Dále renovoval monastýry, nechal vystavět chrám a zhotovovat několik ikon.
Podle tradice již za svého života konal zázraky.
Zemřel roku 1790. Svou smrt předpověděl a sám si vykopal hrob. Ihned po smrti byl čten jako světec.
Svatořečen byl Konstantinopolským patriarchátem.
Jeho svaté se připomíná 1. května.